# 高取町
高取町（たかとりちょう）は、奈良県中部高市郡に位置する町。

## 地理
- 山: 高取山

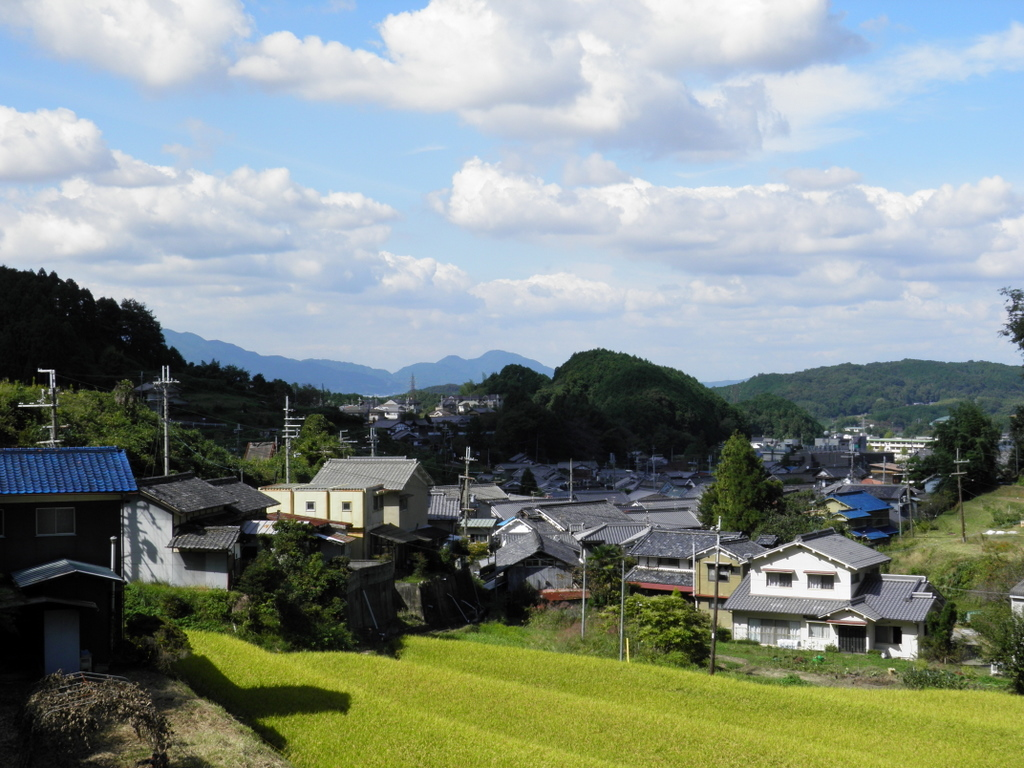
町並み

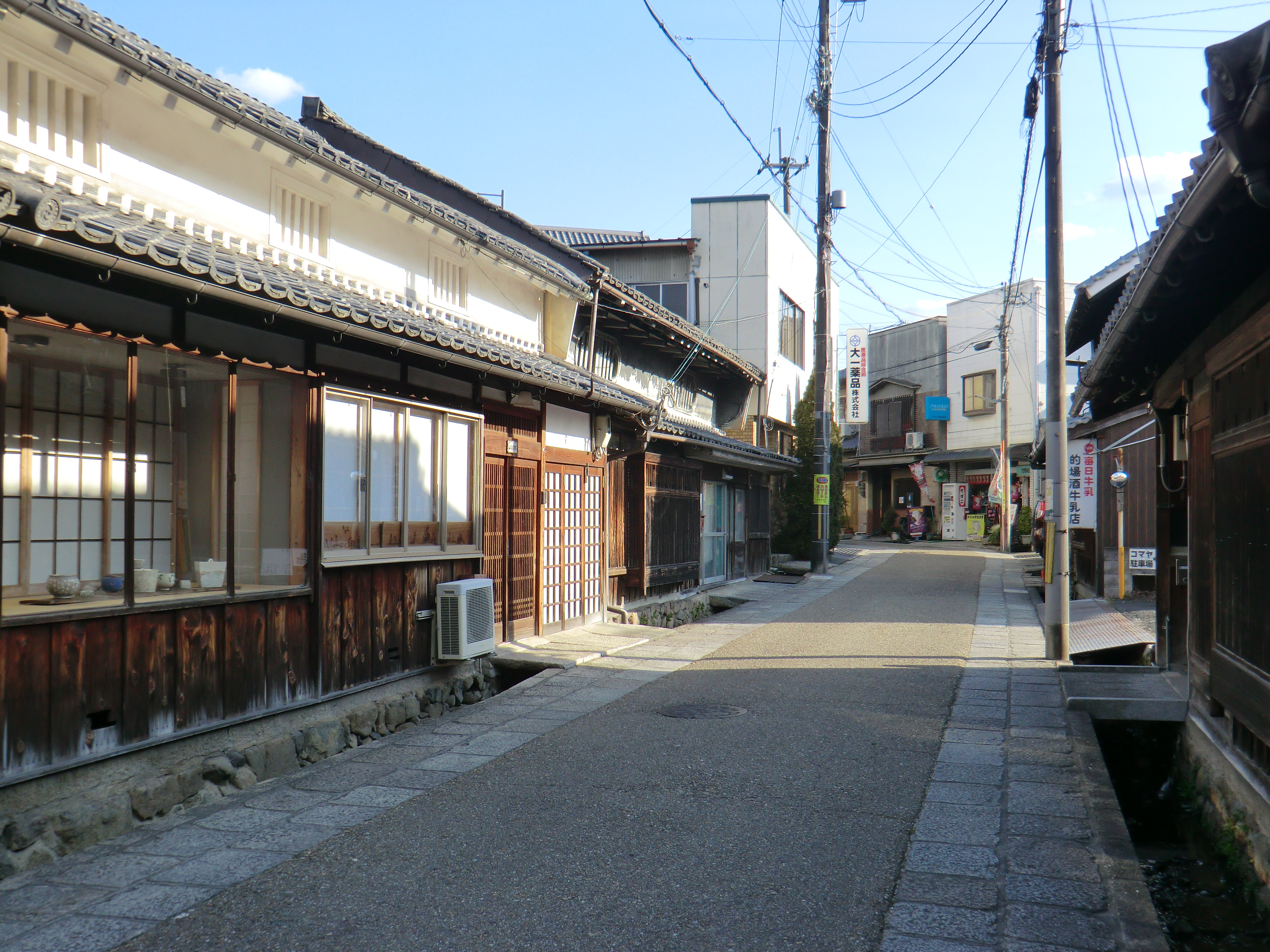
土佐街道

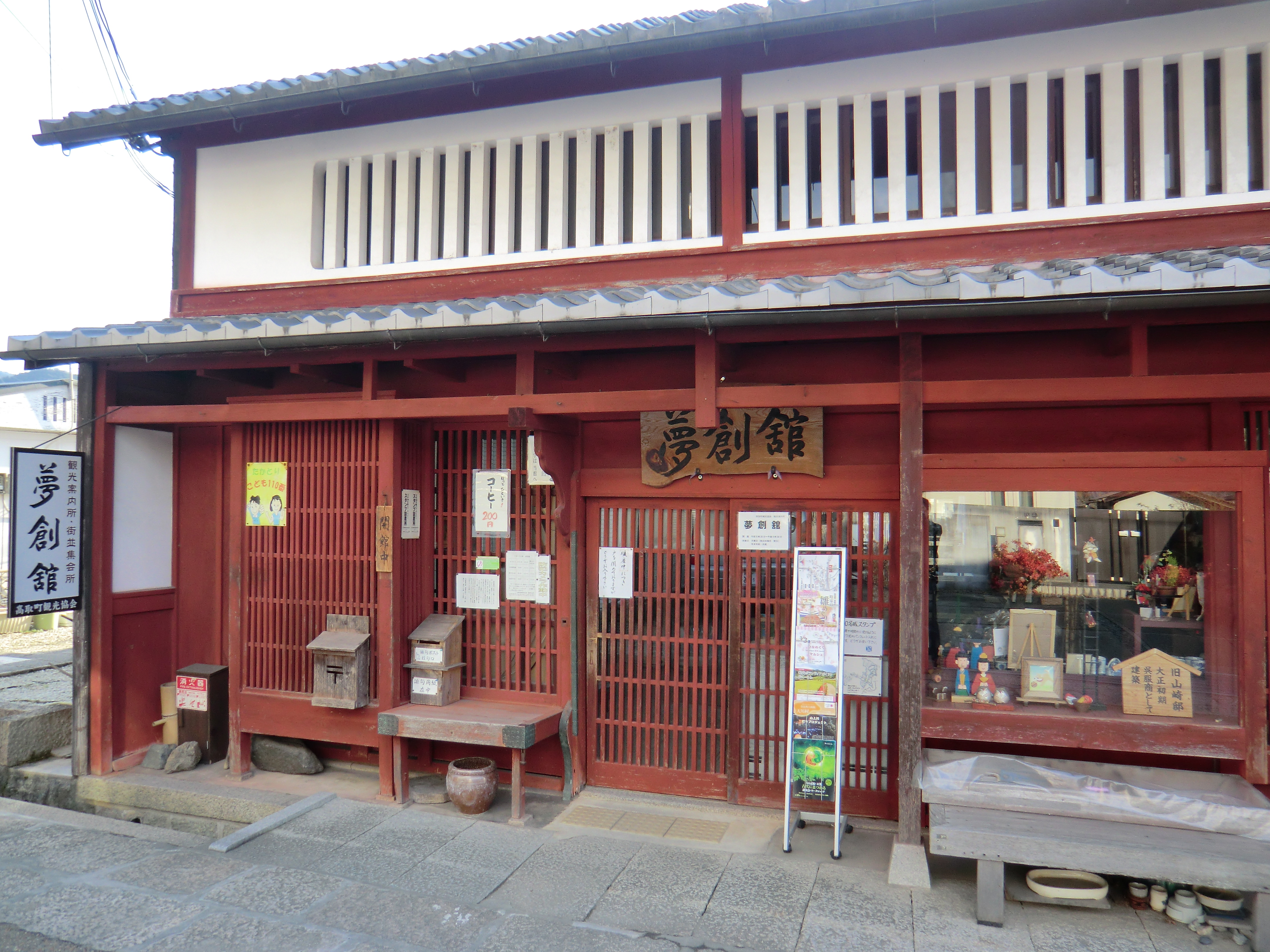
夢創舘（観光案内所）

- 河川: 高取川、吉備川、曽我川（大和川水系）

### 隣接している自治体
- 橿原市
- 御所市
- 高市郡
  - 明日香村
- 吉野郡
  - 大淀町
  - 吉野町

## 歴史

### 古代
飛鳥の南に位置しており、町内にも古墳が多数見られる。また、飛鳥から吉野や紀伊に通じる道の途上にあたる位置でもあった。渡来人の東漢氏がこの地域に定着した。『日本書紀』には、676年に高取山周辺の森林伐採を禁止する記述（日本最古の保安林的制度）が見られる。ことから、古くから周辺の人口集中を支える地域として発展していたことが窺える。
またこの地に波多郷も有り波多氏一族が住んでいた。『日本書紀』推古天皇20年（612年）5月5日条に“薬猟（くすりがり）をして後、羽田に集い、引き続いて朝廷に赴いた”という記述がある。
この時の羽田を『和名類聚抄』では大和国高市郡波多郷としている。また『大同類聚方』によると、高市郡の波多神社には新羅伝来の「志路木藥」が伝わる。
『和名抄』に大和国高市郡波多郷は後世、波多庄を称し、至徳三年(1386年)文書に畑庄と見ゆ、（高取町市尾から羽内の辺り及び明日香村南部まで）波多郷稲淵山との記述が有る『五郡神社記』。
『大日本地名辞書　上方』には「波多《ハタ》郷　和名抄、高市郡波多郷。今高取村舟倉村是なり。霊異記に高市郡波多里、又今昔物語高市郡八多郷に小島小寺ありと見ゆ、小島は今高取村に大字存す」とある。
また波多神社の有る冬野の麓には畑という地名が残るのでこの辺りまで波多郷であったと思われる。

### 中・近世
大和国内で有力であった越智氏の勢力圏に属する。越智氏の本城は貝吹山城（橿原市との境に位置）であったが、その支城として高取山城が築かれていた。越智氏は北部の筒井氏とたびたび対立していたが、これに敗れ衰亡していく。
豊臣秀吉の弟秀長が大和の国主となり郡山城に入ると高取周辺もその領地となり、高取山城も改修の手が加えられ日本三大山城に数えられる高取城が姿を見せた。なお同城には秀長の家臣本多氏が入った。
江戸時代には引き続き本多氏が続くも断絶、天領の時期を経て譜代の植村氏が2万5千石で封ぜられる。この高取藩は一時分知により2万500石となるが再度加増を受け2万5000石に復帰、明治維新まで続いた。

### 近代
江戸時代末に起こった天誅組事件の舞台の一つとなる。五條代官所を襲撃した天誅組の一団が高取城を目指し進撃するも高取藩兵の迎撃を受け敗退、吉野方面に退却していった。

### 沿革
- 1889年（明治22年）4月1日 - 町村制の施行により、高取村・壺阪村・上子島村・下子島村・清水谷村・土佐町・土佐村・観覚寺村の区域をもって高取村が発足。
- 1891年（明治24年）6月3日 - 高取村が町制施行して高取町となる。
- 1954年（昭和29年）10月1日 - 船倉村・越智岡村と合併し、改めて高取町が発足。

### 町域の変遷
| 明治22年 | 明治25年 | 昭和29年 | 現在   |
| -------- | -------- | -------- | ------ |
| 奈良県   |          |          |        |
| 高市郡   |          |          |        |
| 高取村   | 高取町   | 高取町   | 高取町 |
| 船倉村   |          | 高取町   | 高取町 |
| 越智岡村 |          | 高取町   | 高取町 |

## 行政
- 現町長：中川裕介（令和2年11月29日～。前任の植村家忠が在職中に死去した事により行われた選挙で当選）[3]

- 町議会：議員定数8名[4]
- 衆議院議員選挙の選挙区は「奈良県第3区」、奈良県議会議員選挙の選挙区は「高市郡・橿原市選挙区」（定数：4）となっている[5]。
- 歴代町長
  - 筒井良盛 - 2008年1月7日、大阪地検特捜部は業務上横領容疑で筒井良盛を逮捕した。
  - 植村家忠 - ４期（12年7か月）。起訴された前町長の筒井良盛の辞職に伴う出直し町長選で初当選した。2020年（令和2年）10月14日、在職中に死去。植村氏は江戸時代に2万5000石の高取藩を治めた藩主・植村氏の子孫[6]。死後、旭日小綬章および叙位（正五位）を受章した[7]。

## 経済

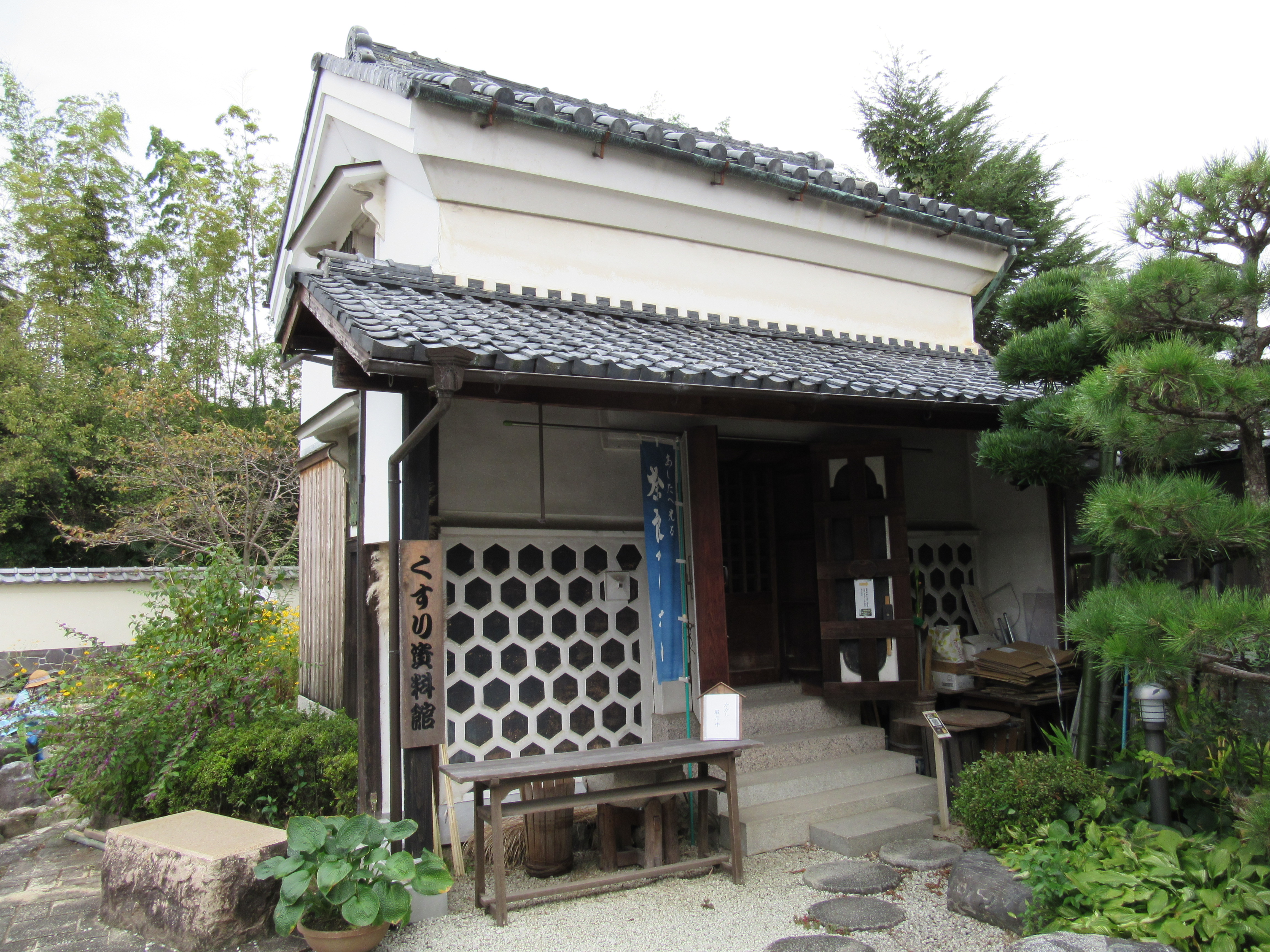
高取町くすりの資料館

### 産業
- 農業、林業、薬

### 町内に本社を置いている企業
医薬品製造「薬の町」
- 池尻製薬
- 近畿医薬品製造
- 共立薬品工業
- 米田薬品工業
- 太陽堂製薬
- 新生薬品工業
- 豊島製薬
- 中村薬品工業
- 関西薬品工業
- 高取薬業連合会（高取製薬工業組合、高取配置薬組合、医薬品卸同好会の三者からなる）
- 高取製薬工業組合

医薬品卸売
- 錦寿堂
- アイアール
- 西川栄寿堂
- 大一薬品
- 奥村正永堂薬房

- 福運堂薬業社
- 壷阪製薬
- 壷阪薬品
- 仁寿薬品
- 大商

配置薬業界新聞
- 薬慈新報社

### 金融機関
- 南都銀行　高取支店（観覚寺）

### 農業協同組合
- 奈良県農業協同組合（JAならけん）
  - 高取支店（市尾）
  - 高取経済センター（市尾）

### 日本郵政グループ
（※2014年6月現在）
- 日本郵便株式会社
  - 高取郵便局（観覚寺＝かんがくじ） - 集配局。ゆうちょ銀行ATMのホリデーサービス実施局。
  - 高取土佐郵便局（上土佐）
  - 市尾郵便局（市尾）
  - 車木（くるまき）簡易郵便局（車木）
  - 薩摩簡易郵便局（薩摩）
  - 高取丹生谷（にうだに）簡易郵便局（丹生谷）

高取町内の郵便番号は「635-01xx」（高取郵便局の集配担当）となっている。

## 地域

### 人口
| |                                        |  |
| 高取町と全国の年齢別人口分布（2005年） | 高取町の年齢・男女別人口分布（2005年） |  |
| ■紫色 ― 高取町 ■緑色 ― 日本全国 | ■青色 ― 男性 ■赤色 ― 女性              |  |
| 高取町（に相当する地域）の人口の推移 \| 1970年（昭和45年） \| 9,413人 \| \| \| 1975年（昭和50年） \| 9,191人 \| \| \| 1980年（昭和55年） \| 8,909人 \| \| \| 1985年（昭和60年） \| 9,042人 \| \| \| 1990年（平成2年） \| 8,831人 \| \| \| 1995年（平成7年） \| 8,388人 \| \| \| 2000年（平成12年） \| 8,153人 \| \| \| 2005年（平成17年） \| 7,914人 \| \| \| 2010年（平成22年） \| 7,657人 \| \| \| 2015年（平成27年） \| 7,195人 \| \| \| 2020年（令和2年） \| 6,729人 \| \| |                                        |  |
| 総務省統計局 国勢調査より |                                        |  |
| 1970年（昭和45年） | 9,413人                                |  |
| 1975年（昭和50年） | 9,191人                                |  |
| 1980年（昭和55年） | 8,909人                                |  |
| 1985年（昭和60年） | 9,042人                                |  |
| 1990年（平成2年） | 8,831人                                |  |
| 1995年（平成7年） | 8,388人                                |  |
| 2000年（平成12年） | 8,153人                                |  |
| 2005年（平成17年） | 7,914人                                |  |
| 2010年（平成22年） | 7,657人                                |  |
| 2015年（平成27年） | 7,195人                                |  |
| 2020年（令和2年） | 6,729人                                |  |

奈良県統計

- 2007年10月1日現在 :　7,894人
- 人口増加率（2002年→2007年） : -1.8%

### 教育
- 高取町立たかむち小学校

育成小学校の閉鎖により、育成小学校と高取小学校が合併した。
校名、校歌は町民のアンケートにより決定した。
- 高取町立高取中学校
- 奈良県立高取国際高等学校

## 交通

### 鉄道路線
- 近畿日本鉄道（近鉄）
  - 吉野線　壺阪山駅 - 市尾駅

西南部は近鉄葛駅（御所市）が至近。

### 路線バス
- 奈良交通

### 道路
- 一般国道
  - 国道169号
- 都道府県道
  - 主要地方道
    - 奈良県道35号橿原高取線

  - 一般県道
    - 奈良県道118号御所高取線
    - 奈良県道119号明日香清水谷線
    - 奈良県道120号五條高取線
    - 奈良県道211号兵庫柏原線
    - 奈良県道269号馬佐清水谷線

## 名所・旧跡・観光スポット・祭事・催事

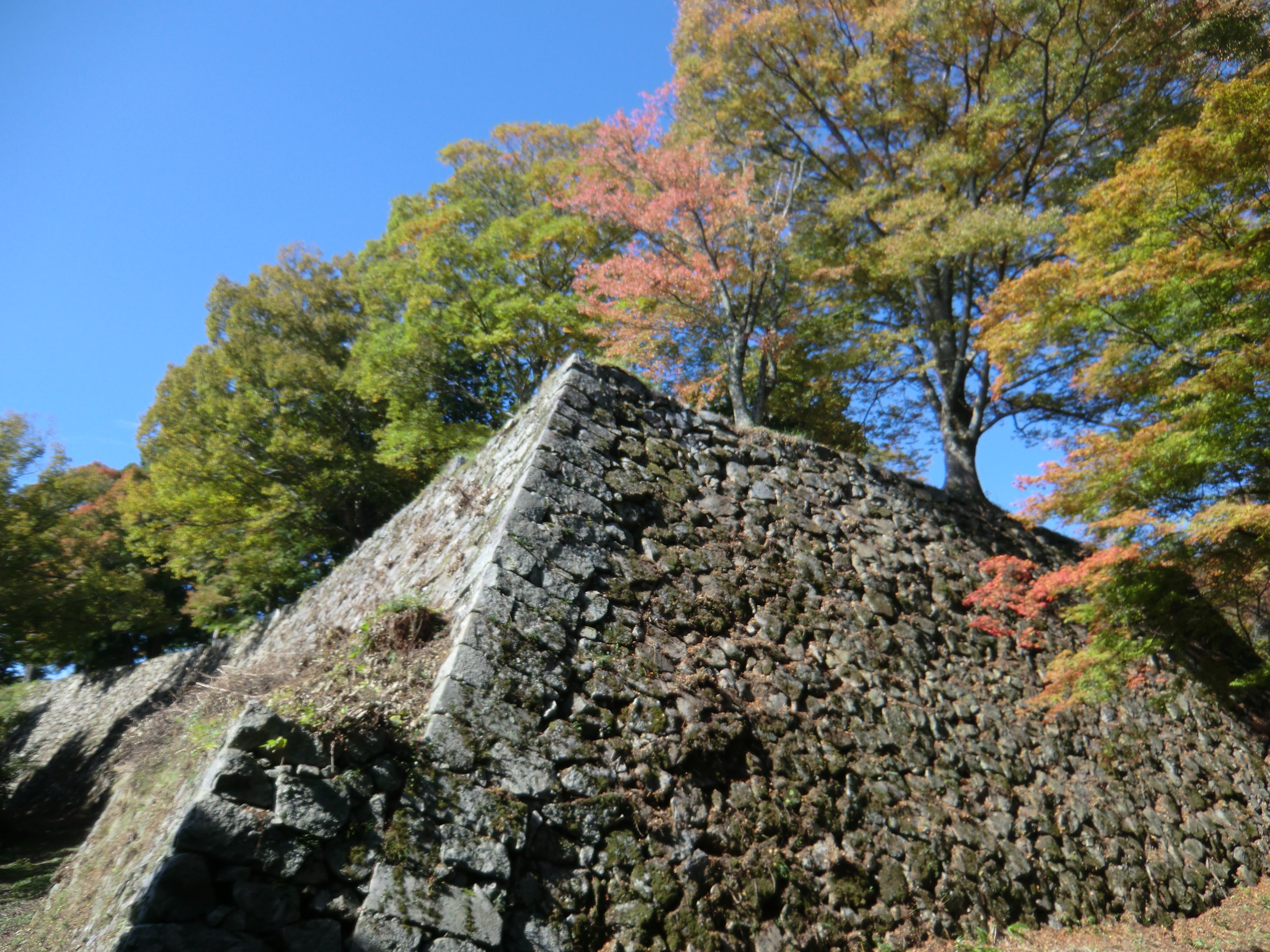
高取城跡（国史跡）
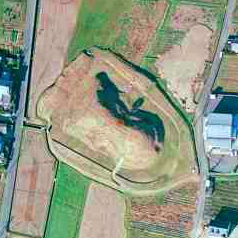
市尾墓山古墳・市尾宮塚古墳 - 両古墳とも後期初頭の前方後円墳、墓山は全長66メートル、宮塚は全長44メートル。1981年（昭和56年）国の史跡に指定される。
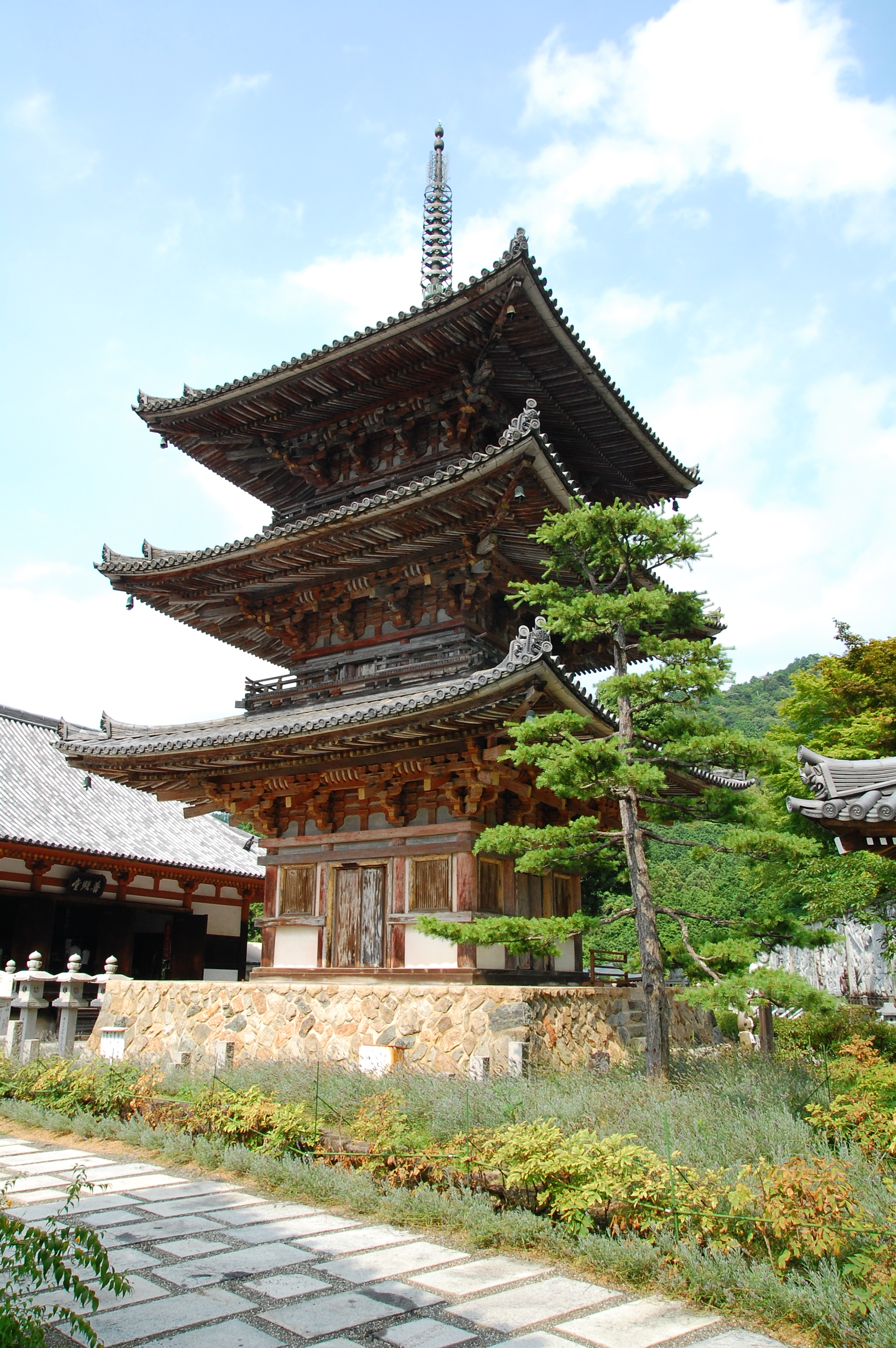
南法華寺（壷阪寺）
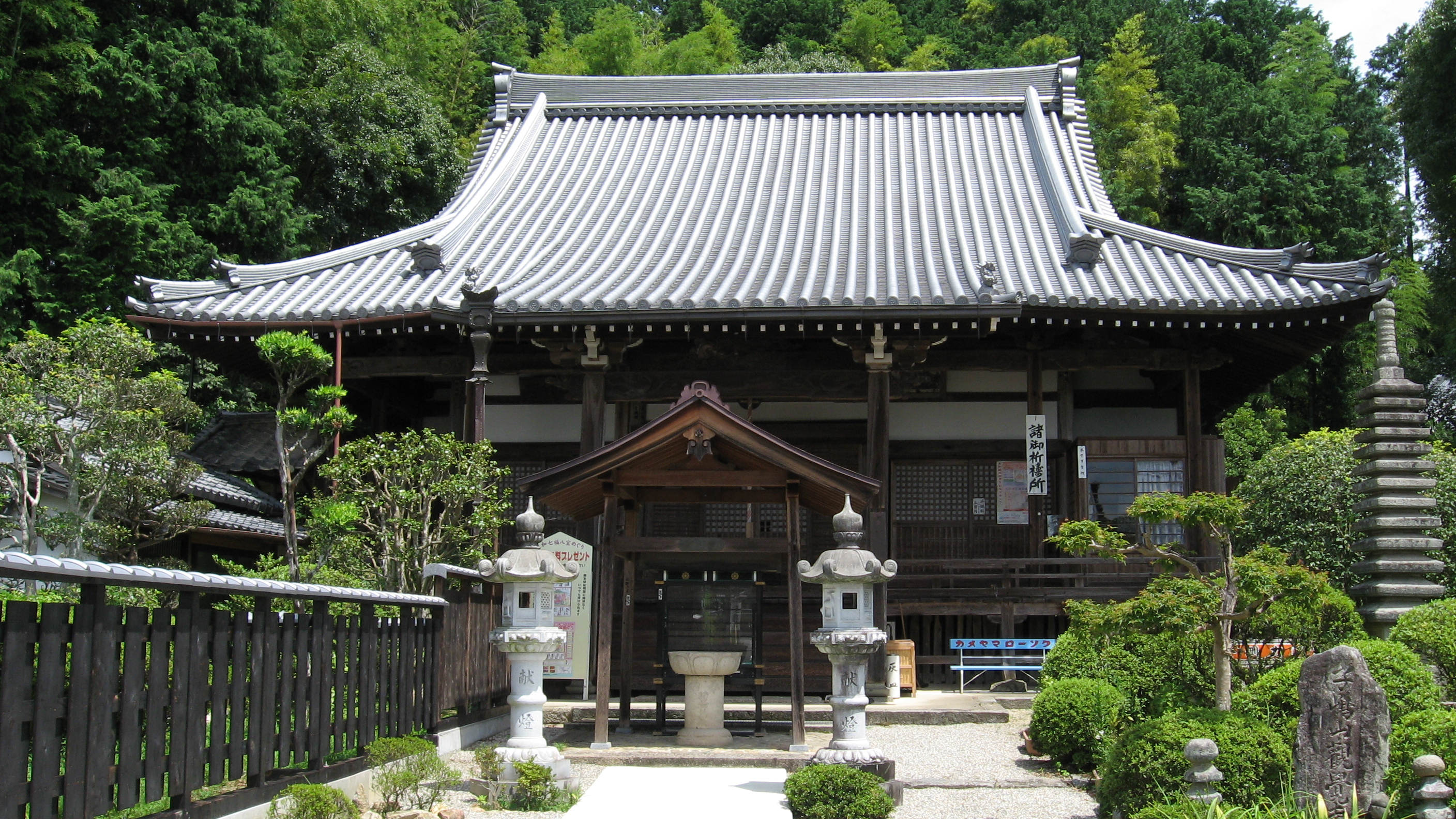
子嶋寺
- 素盞嗚命神社
- 斉明天皇陵
- 束明神古墳
- 岡宮天皇陵
- 植村家長屋門
- 土佐街道
- お里・沢市の墓
- 与楽古墳群（英語版）

- 高取城跡
- 市尾墓山古墳
国土交通省 国土地理院 地図・空中写真閲覧サービスの空中写真を基に作成
- 壷阪寺
- 子嶋寺

### 祭事
- 1月
- 2月
- 3月
  - 町家の雛めぐり（土佐街道一帯）
- 4月
- 5月
- 6月
- 7月
- 8月
  - 高取町夏まつり（高取町健民グラウンド）
- 9月
- 10月
- 11月
  - 　薬祖神祭(高取薬業連合会）
  - 23日 高取城まつり（高取町児童公園・土佐街道一帯）
- 12月

## 高取町出身の有名人
- 阿波野青畝（俳人）
- 尾関雅次郎（新撰組隊士。隊のトレードマークである「誠」の旗を持つ役をしていたのは彼）
- 德勝龍誠（大相撲力士） 高取町生まれだが、出身地は奈良市。
- 吉田奈央 (チアリーダー)
- 山田三良（法学者）